# اللبنانيون في الدنمارك
تتكون الجالية اللبنانية في الدنمارك  من الأشخاص القادمين من لبنان أو من أصول لبنانية يعيشون في الدنمارك. وقد قدم معظم اللبنانيين إلى الدنمارك في السبعينيات والثمانينيات من القرن الماضي هربًا من الحرب الأهلية اللبنانية أو لأسباب اقتصادية. في 1 تشرين الأول من العام 2016، كان هناك 26404 شخصًا في الدنمارك من أصول لبنانية.
ينتمي معظم اللبنانيين في الدنمارك إلى مختلف الطوائف المسيحية (المارونية، الأرثوذكسية اليونانية، الكاثوليك الملكييون، البروتستانت)، وهناك أيضًا عدد كبير من المسلمين (السنة والشيعة) وأيضًا بعض الدروز.

## التركيبة السكانية

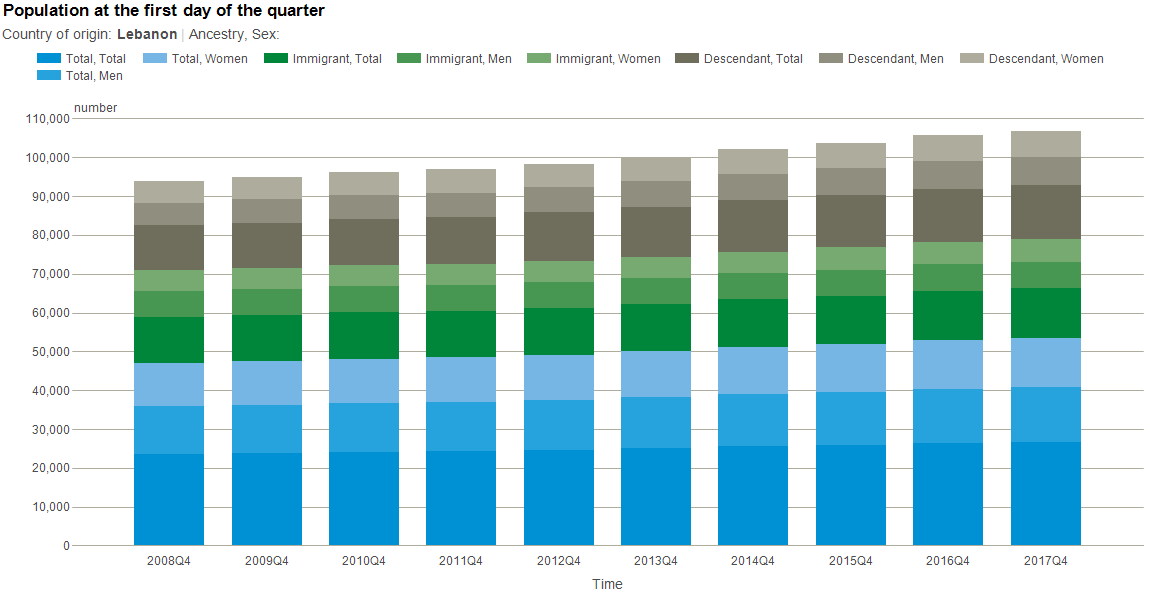
السكان من أصل لبناني في الدنمارك حسب الجنس في الربع الرابع السنوي من الأعوام 2008-2017 (إحصائيات الدنمارك)

وفقًا لإحصاءات الدنمارك، سجل في عام 2017 ما مجموعه 26705 شخصًا من أصل لبناني يعيشون في الدنمارك. منهم 12800 من مواليد لبنان و 13905 من نسل الأشخاص المولودين في لبنان. وهناك 1379 شخص من مواطني لبنان (591 رجلاً و 788 امرأة).
في عام 2016، مُنح ما مجموعه 29 شخصًا من مواليد لبنان تصاريح إقامة في الدنمارك لأسباب جمع شمل الأسرة و 10 للجوء واثنان لأفراد الأسرة المقيمين في الاتحاد الأوروبي / المنطقة الاقتصادية الأوروبية وواحد لأسباب أخرى. أغلب اللبنانيون في الدنمارك من الشباب من الفئة العمرية 20-24 عامًا (3566 شخصًا) و15-19 عامًا (3132 شخصًا) و10-14 عامًا (2620 شخصًا) و 25-29 عامًا (2572 شخصًا).

## الاوضاع الاقتصادية الاجتماعية
وفقًا لإحصاءات الدنمارك، بلغ في عام 2014 معدل المواليد من نسل مواليد لبنان الذين تتراوح أعمارهم بين 30 و 64 عامًا في الدنمارك حوالي 31.9٪. كما أن الأفراد المولودين في لبنان والذين تتراوح أعمارهم بين 16 و 64 عامًا لديهم أيضًا معدل توظيف يبلغ قرابة 17٪.
أظهرت إحصاءات الدنمارك في عام 2016 أنه من بين البالغين المولودين في لبنان الذين تتراوح أعمارهم بين 30 و59 عامًا في الدنمارك هناك حوالي 61٪ من الرجال و75٪ من النساء يعيشون بشكل كامل في الوحدات السكنية العامة، لأن الكثيرين وصلوا عبر لم شمل الأسرة أو كلاجئين وعادة ما يستقر هؤلاء المهاجرون في الممتلكات المملوكة للحكومة. يعيش اللبنانيون في المقام الأول إقليم هوفدستادن (9777) وإقليم ميديولند (6285) وإقليم سيد دنمارك (5607) وجزيرة زيلاند (3578) ومقاطعة نورييلاند (1458)، بالإضافة إلى مدن آرهوس (5030) وكوبنهاغن (4959) وأودنسه (2756) وآلبورغ (1017).
وفقًا لإحصاءات الدنمارك، حصل في عام 2016 المهاجرون الذكور من لبنان الذين تتراوح أعمارهم بين 20 و 59 عامًا على دخل سنوي يبلغ حوالي 250000 كرونة دنماركية قبل فرض الضرائب. يتألف معظم هذا الدخل من دخل مكتسب، بينما يتكون الباقي من تحويلات عامة وإيرادات الاستثمار ودخل الثاني. في عام 2017، تلقى ما مجموعه 11464 شخصًا من أصل لبناني في الدنمارك مزايا عامة. فقد تم تخصيص الأموال الحكومة لهم في المقام الأول نحو معاش العجز (3687) ومنحة التعليم الحكومية الدنماركية وخطة القروض (2990) والمزايا الاجتماعية (2782) والبطالة (743) والعمالة المدعومة(464) ومهارات الإرشاد وتطوير المهارات (334) واستحقاقات الأمومة (245) واستحقاقات المرض الوظيفي (195)  واستحقاقات الإجازات (19) ومعاش التقاعد المبكر (6).

### التوظيف
وفقًا لإحصاءات الدنمارك، بلغ في عام 2014 معدل المواليد من نسل مواليد لبنان الذين تتراوح أعمارهم بين 30 و 64 عامًا في الدنمارك حوالي 31.9٪. الأفراد المولودين في لبنان والذين تتراوح أعمارهم بين 16 و64 عامًا لديهم أيضًا معدل توظيف يبلغ حوالي 17٪.

### التعليم
وفقًا للمعهد الدنماركي للأبحاث الحكومية المحلية والإقليمية، شكل التلاميذ اللبنانيون في برنامج تقييم الطلاب الدولي لعام 2012 نسبة 10٪ من الطلاب في الدنمارك. وحصلوا على درجات421 في الرياضيات و 428 في القراءة و401 في العلوم  و422 في حل المشكلات. من بين الدول التي خضع فيها الطلاب لاختبار برنامج تقييم الطلاب الدولي، كانت هذه الدرجات من بين الأقل في جميع الفئات. وفقاً لبرنامج تقييم الطلاب الدولي عام 2015، مثل التلاميذ اللبنانيين نسبة 9 ٪ من الطلاب في الدنمارك، وانخفضت درجاتهم في كل الفئات التي تم اختبارهم فيها باستثناء الرياضيات، حيث سجلوا 399 في العلوم (399 في حالة عدم التعديل للحالة الاجتماعية والاقتصادية) و 404 في القراءة (405 غير معدلة) و 434 في الرياضيات (434 غير معدلة). وبهذا، تكون نتائج برنامج تقييم الطلاب الدولي هذه عمومًا في النطاق الأدنى.

## شخصيات بارزة
- قائمة اللبنانيين في الدنمارك